# Nao Fujisaki
Nao Fujisaki (jap. 藤崎 直, Fujisaki Nao; * 4. Mai 2002 in der Präfektur Chiba) ist ein japanischer Schauspieler. Bekannt wurde Nao durch seine Hauptrolle im zweiten Realfilm zu Detektiv Conan – Kudō Shinichi no Fukkatsu! Kuro no Soshiki to no Taiketsu.

## Filmografie

### Spielfilme
- 2007: Kudō Shinichi no Fukkatsu! Kuro no Soshiki to no Taiketsu (工藤新一の復活! 黒の組織との対決, „Die Rückkehr von Shinichi Kudō! Konfrontation mit der schwarzen Organisation“), Fernsehfilm, Stimme: Minami Takayama

### Fernsehserien
- 2006: Ns’ Aoi Special: Sakuragawa Byōin Saiaku no Hi (Ns'あおい スペシャル 桜川病院最悪の日)
- 2006: PS – Rashōmon (PS -羅生門-)
- 2007: Jūken Sentai Gekiranger (獣拳戦隊ゲキレンジャー, ~ Gekirenjā)
- 2008: Edison no Haha (エジソンの母, Ejison ~)